# Luminita Zaituc
Luminita Zaituc-Zelaskowski (Boekarest, 9 oktober 1968) is een voormalige Duitse langafstandsloopster van Roemeense afkomst. Ze werd meerdere malen Duits kampioene, waaronder eenmaal op de 10.000 m, zesmaal met veldlopen, vijfmaal op de 10 km (PR 31.45) en viermaal op de halve marathon. In 1990 verhuisde Luminita Zaituc naar Duitsland en kreeg in augustus 1996 de Duitse nationaliteit.

## Loopbaan
In 2001 en 2003 won Luminita Zaituc de marathon van Frankfurt. Bij de eerste gelegenheid liep zij daar een persoonlijk record van 2:26.01. Verder werd ze in 2001 tweede op de halve marathon van Hamburg en won de Route du Vin. Op het Europees kampioenschap marathon 2002 in München won ze een zilveren medaille achter de Italiaanse Maria Guida en voor haar landgenote Sonja Oberem.
Op de Olympische Spelen van Athene in 2004 behaalde ze op de marathon een achttiende plaats. Daarna liep ze bij de Route du Vin in Remich een persoonlijk record van 1:09.35. Datzelfde jaar werd ze zesde op de New York City Marathon.
In 2005 won Zaituc de halve marathon van Berlijn in 1:11.04 en werd tweede op de marathon van Berlijn. In 2006 won ze de marathon van Keulen en in 2005 en 2006 won ze de marathon van Düsseldorf.
In 2009 beëindigde Luminita Zaituc haar actieve atletiekloopbaan, nadat zij in de marathon van Frankfurt in 2:35.06 tiende was geworden.

## Titels
- Duits kampioene 10.000 m - 2001
- Duits kampioene 10 km - 2001, 2002, 2003, 2004, 2005
- Duits kampioene halve marathon - 2003, 2004, 2005
- Duits kampioene marathon - 2001
- Duits kampioene veldlopen (lange afstand) - 2001, 2002
- Duits kampioene veldlopen (korte afstand) - 1996, 1997, 1999, 2001

## Persoonlijke records
Baan
| Onderdeel   | Prestatie | Datum            | Plaats    |
| ----------- | --------- | ---------------- | --------- |
| 1500 m      | 4.06,33   | 1 juni 1998      | Hengelo   |
| 1 Eng. mijl | 4.32,73   | 9 juli 1997      | Linz      |
| 3000 m      | 8.55,55   | 14 augustus 1993 | Stuttgart |
| 5000 m      | 15.41,39  | 24 juni 2001     | Bremen    |
| 10.000 m    | 32.35,90  | 19 mei 2001      | Kandel    |

Weg
| Onderdeel      | Prestatie | Datum             | Plaats            |
| -------------- | --------- | ----------------- | ----------------- |
| 5 km           | 15.07     | 8 juni 2002       | Neuss             |
| 10 km          | 31.45     | 11 september 2005 | Otterndorf        |
| halve marathon | 1:09.35   | 26 september 2004 | Remich            |
| 25 km          | 1:25.13   | 25 september 2005 | Berlijn           |
| 30 km          | 1:42.23   | 25 september 2005 | Berlijn           |
| marathon       | 2:26.01   | 28 oktober 2001   | Frankfurt am Main |

Indoor
| Onderdeel | Prestatie | Datum           | Plaats |
| --------- | --------- | --------------- | ------ |
| 1500 m    | 4.10,08   | 31 januari 1999 | Halle  |
| 3000 m    | 9.03,89   | 5 februari 1997 | Erfurt |

## Palmares

### 1500 m
- 1998: 5e Wereldbeker - 4.16,80
- 1999: 6e IAAF Grand Prix - 4.18,70

### 3000 m
- 1993: 14e WK - 9.01,38
- 1997: 14e WK indoor - 9.17,50
- 1998:  Europa Cup - 9.10,18
- 1998: 6e Wereldbeker - 9.18,01

### 5000 m
- 1997:  Europa Cup - 15.52,95

### 10 Eng. mijl
- 2002: 7e Dam tot Damloop - 53.40

### halve marathon
- 1995: 57e WK in Belfort - 1:16.49
- 2002:  halve marathon van Egmond - 1:14.59
- 2003: DNF WK in Vila moura

### marathon
- 2001:  marathon van Frankfurt - 2:26.01
- 2001:  marathon van Hamburg - 2:28.43
- 2002:  EK - 2:26.58
- 2002:  marathon van Frankfurt - 2:29.57
- 2002:  marathon van Hamburg - 2:30.04
- 2003:  marathon van Frankfurt - 2:29.41
- 2004: 18e OS - 2:36.45
- 2004: 5e New York City Marathon - 2:28.15
- 2005:  marathon van Düsseldorf - 2:26.46
- 2005:  marathon van Berlijn - 2:27.34
- 2006:  marathon van Düsseldorf - 2:34.53
- 2006:  marathon van Keulen - 2:28.30
- 2006: DNF EK
- 2007:  marathon van Düsseldorf - 2:29.37
- 2007: 5e marathon van Frankfurt - 2:30.09
- 2008:  marathon van Keulen - 2:30.00
- 2009: 10e marathon van Frankfurt - 2:35.06

### overige afstanden
- 1996: 4e 4 Mijl van Groningen - 21.56

### veldlopen
- 2000: 35e WK - 13.38

- Gemeinsame Normdatei: 103516695X
- World Athletics: 14280384
- International Standard Name Identifier: 0000 0004 0879 4124
- Virtual International Authority File: 301749329